# Одинадцята година (фільм)
«Одинадцята година» (англ. The 11th Hour) — документальний фільм 2007 року про стан навколишнього середовища, створений, продюсований та написаний у співавторстві з Леонардо Ді Капріо. Режисерами фільму були Лейла Коннерс Петерсен і Надя Коннерс, його фінансували Адам Льюїс і П’єр Андре Сенізерг, а розповсюджував Warner Independent Pictures.
Світова прем’єра відбулася на 60-му щорічному Каннському кінофестивалі 2007 року (16–27 травня 2007 року), а реліз відбувся 17 серпня 2007 року - у рік, коли було опубліковано Четвертий звіт про оцінку глобального потепління ООН і приблизно через рік після «Незручної правди» Ела Гора, іншого документального фільму про глобальне потепління.

## Синопсис
За участю понад 50 політиків, науковців і активістів-екологів, у тому числі колишнього радянського лідера Міхаїла Горбачова, фізика Стівена Хокінга, лауреата Нобелівської премії Вангарі Маатаї, журналіста Арманд Бетшер і Пола Хокена, фільм документує серйозні проблеми, з якими стикаються життєві системи планети. Глобальне потепління, вирубка лісів, масове вимирання видів і виснаження середовища проживання в океанах – розглядаються усі ці проблеми. Сенс фільму полягає в тому, що майбутнє людства під загрозою.
Фільм пропонує потенційні шляхи вирішення цих проблем, закликаючи до відновних дій шляхом переформатування та переосмислення глобальної людської діяльності за допомогою технологій, соціальної відповідальності та охорони природи.

## Цитати
Глобальне потепління — це не лише екологічна проблема №1, з якою ми стикаємось сьогодні, але й одна з найважливіших проблем, з якою стикається все людство... Ми всі маємо зробити свій внесок у підвищення обізнаності про глобальне потепління та проблеми, з якими ми, як люди, стикаємось у просування сталого екологічного майбутнього для нашої планети.— Леонардо Ді Капріо

## Інтерв'юйовані
- Кенні Аусубел
- Том Гартманн
- Вангарі Маатаї
- Сандра Постел
- Пол Стеметс
- Девід В. Орр
- Стівен Хокінг
- Орен Лайонс
- Ендрю К. Ревкін
- Сільвія Ерл
- Пол Хокен
- Жанін Бенюс
- Стюарт Пімм
- Паоло Солері
- Девід Сузукі
- Джеймс Гіллман
- Джеймс Паркс Мортон
- Натан Гарделс
- Уес Джексон
- Джозеф Тейнтер
- Річард Гайнберг
- Джеймс Вулсі
- Віджай Вайтісваран
- Брок Долман
- Стівен Шнайдер
- Білл МакКіббен
- Пітер де Менокаль
- Шейла Вотт-Клутьє
- Рей Андерсон
- Тім Кармайкл
- Омар Фрейла
- Уоллес Дж. Ніколс
- Діана Вілсон
- Ендрю Вейл
- Тео Колборн
- Джеремі Джексон
- Цепора Берман
- Глорія Флора
- Михайло Горбачов
- Томас Лінзі
- Мішель Гелобтер
- Лестер Браун
- Герман Дейлі
- Бетсі Тейлор
- Вейд Девіс
- Джеррі Мендер
- Вільям Макдоно
- Брюс Мау
- Джон Тодд
- Рік Федріцці
- Грег Вотсон
- Лео Джерард
- Метью Петерсен
- Пітер Уоршелл
- Енді Ліпкіс